# Filgueira (Creciente)
San Pedro de Filgueira es una parroquia española del municipio pontevedrés de Creciente, en la comunidad autónoma de Galicia. Se sitúa en el norte del término municipal.
Según el nomenclátor de 2021, la población empadronada era de 138 habitantes, 66 varones y 72 mujeres, distribuidos en 21 entidades de población.

## Topónimo
El nombre de Filgueira indica lugar donde abundarían los helechos (en gallego, felgos)